# Settembre

Settembre, affresco col trionfo di Vulcano, il segno astrologico della Bilancia e le attività legate a questo mese, nel Salone dei Mesi di Palazzo Schifanoia a Ferrara.

Settembre è il nono mese dell'anno secondo il calendario gregoriano ed è il primo mese dell'autunno nell'emisfero boreale e il primo della primavera nell'emisfero australe; conta 30 giorni e si colloca nella seconda metà di un anno civile.

## Storia

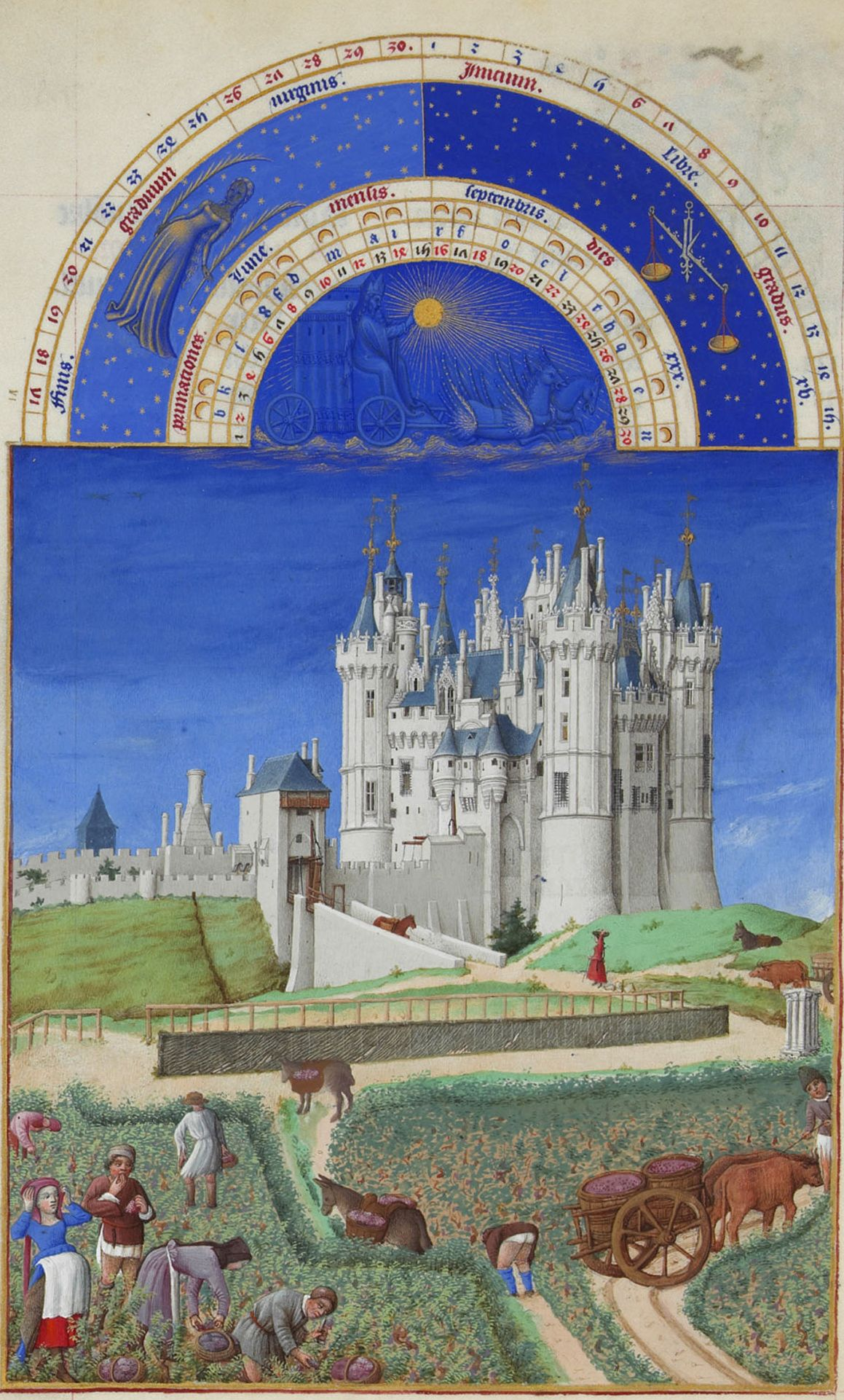
Settembre, dal Très riches heures du Duc de Berry.

Il nome deriva dal latino september, a sua volta da septem, "sette", perché era il settimo mese del calendario romano, che iniziava con il mese di marzo. Nel 37 l'imperatore Caligola mutò il nome del mese in "Germanico" in onore del padre Germanico Giulio Cesare, ma alla morte dell'imperatore il nome tornò quello originale. Nell'89 il nome fu nuovamente cambiato in "Germanico", questa volta per celebrare una vittoria dell'imperatore Domiziano sui Catti, ma anche Domiziano fu assassinato e il nome del mese ripristinato. Destino breve ebbe anche la riforma del calendario operata da Commodo, nella quale il mese di settembre prendeva il nome di Amazonius.
Nel calendario rivoluzionario francese l'anno terminava a cavallo del mese di settembre: fino al 16 o 17 di settembre si era nel mese di Fruttidoro, vi erano poi cinque giorni detti "Sanculottidi" (sei negli anni bisestili), infine, dal 22 settembre alla fine del mese si cadeva nel primo mese del calendario rivoluzionario, Vendemmiaio.

## Cultura
I segni zodiacali di settembre sono Vergine e Bilancia, che rappresentano la fine dell'estate e l'inizio dell'autunno: il passaggio tra segni e stagioni avviene infatti con l'equinozio, il 22º o 23º giorno del mese, celebrato dalla festa di San Michele che cade pochi giorni dopo.